# Crotalus molossus
Crotalus molossus là một loài rắn trong họ Rắn lục. Loài này được Baird & Girard mô tả khoa học đầu tiên năm 1853.

## Hình ảnh

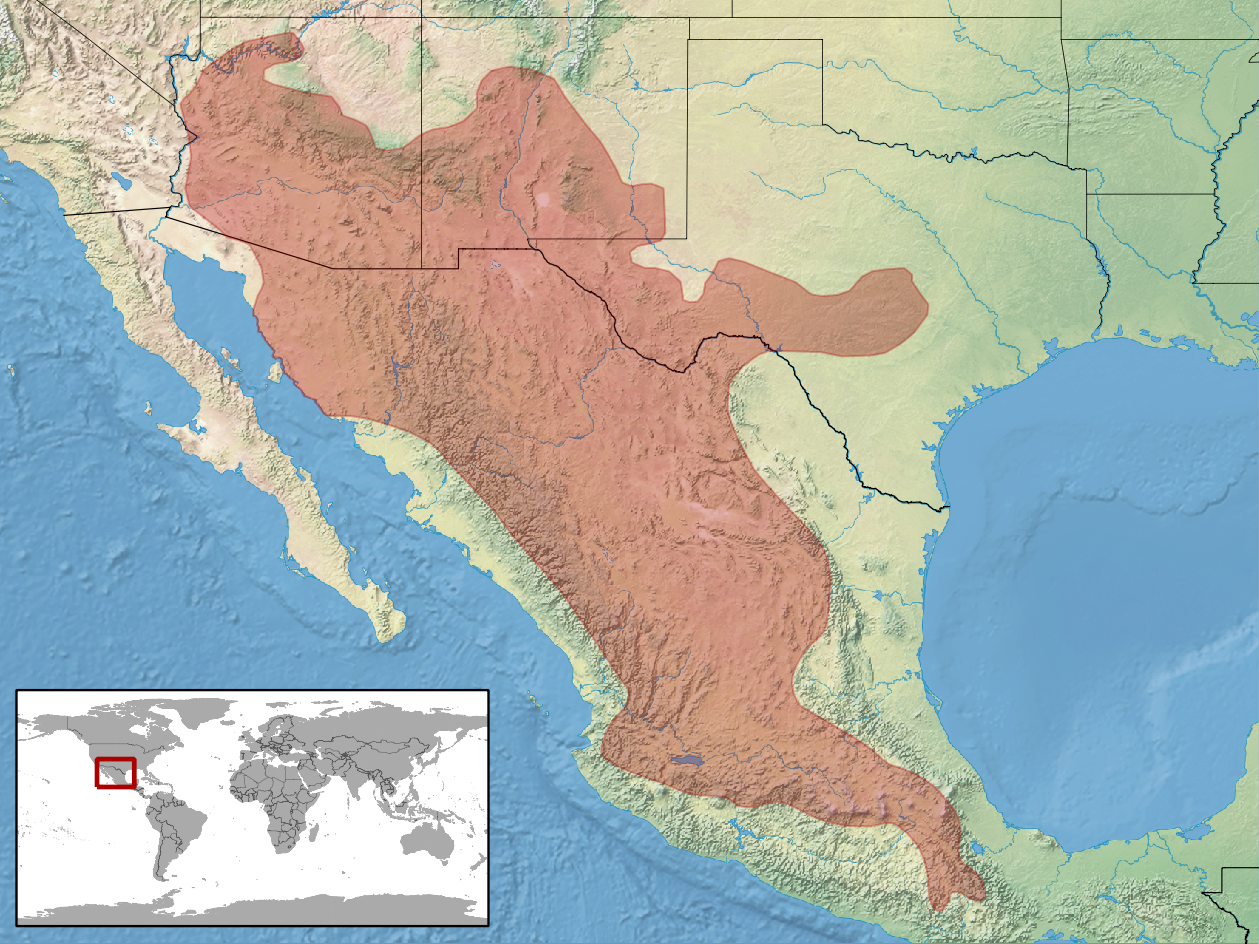
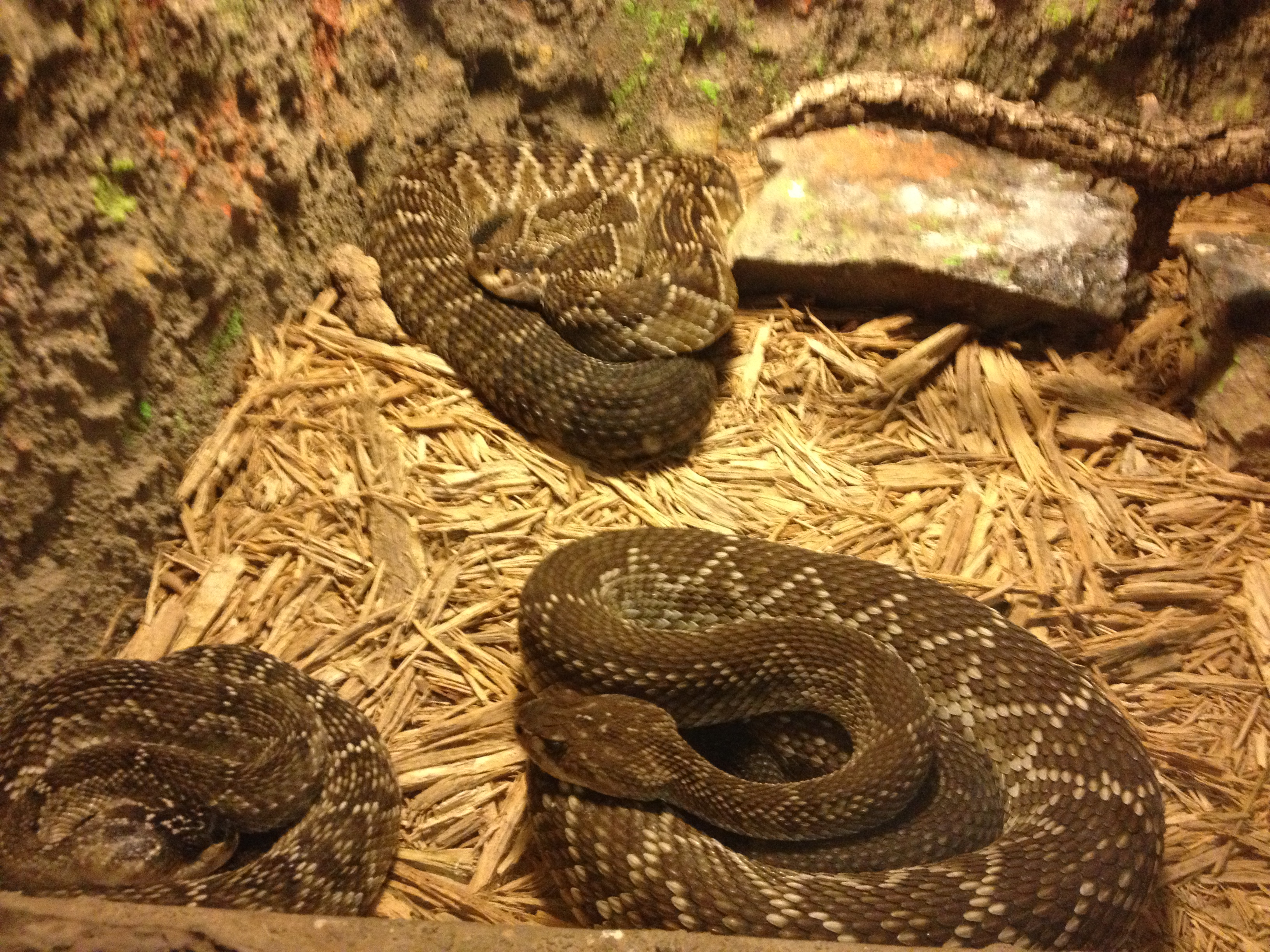
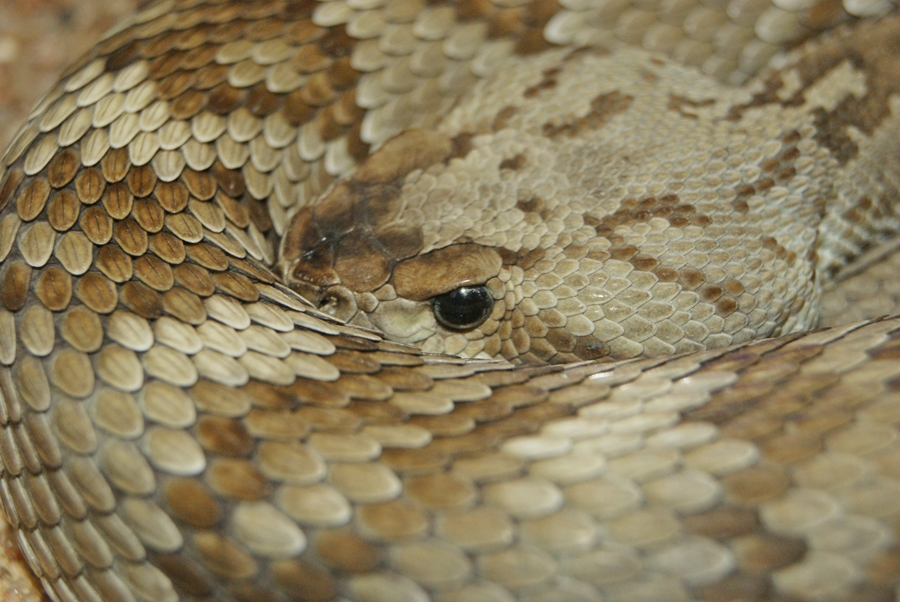
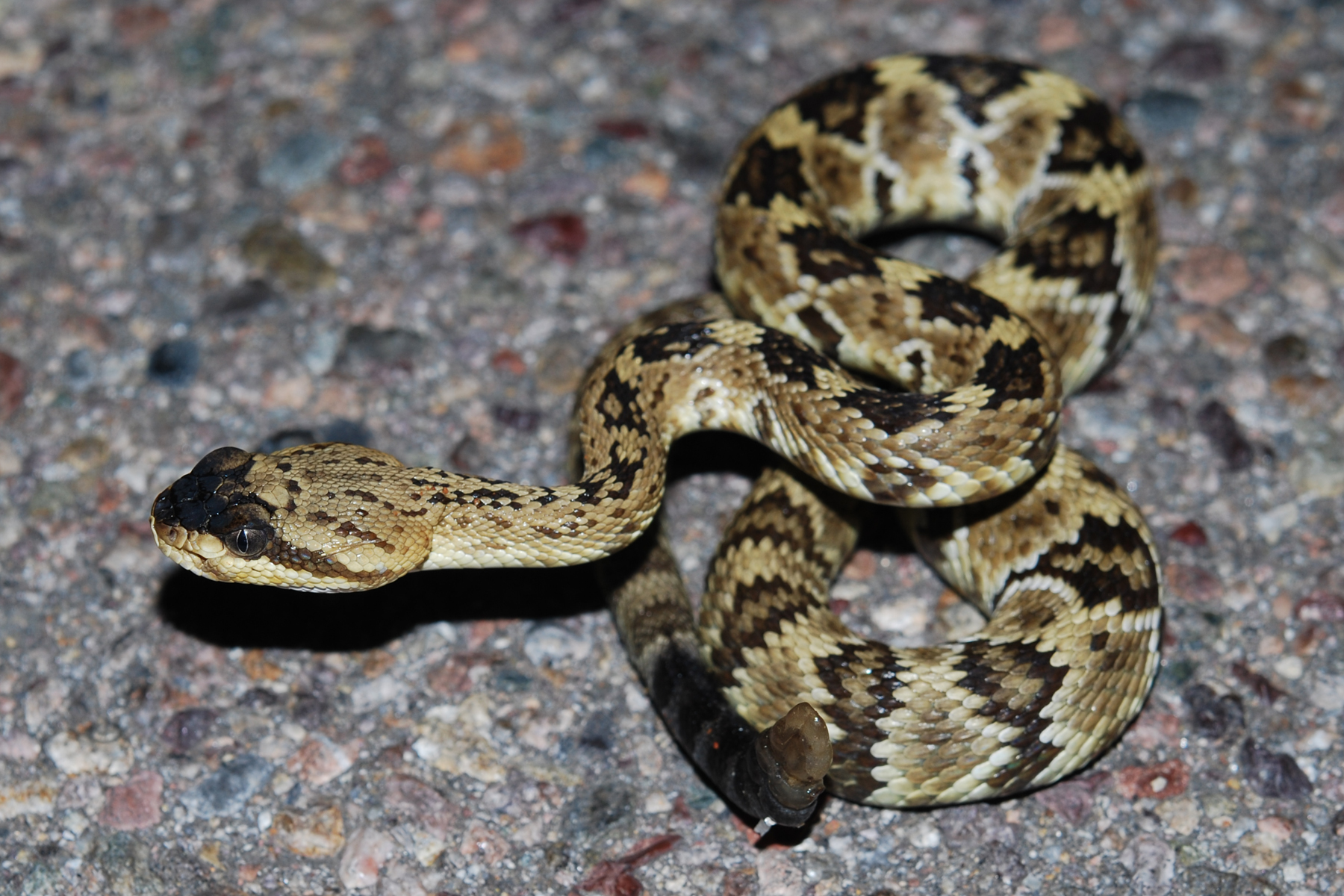